# Elsinore
Elsinore är det elfte och sista studioalbumet av Björn Afzelius, släppt 1999.
Det blev Afzelius sista album. Han var under inspelningen dödligt sjuk och avled innan albumet utgavs. Albumet färdigställdes av producenten Olle Nyberg.

## Låtlista
Text och musik av Björn Afzelius, om inget annat anges.
1. "Ett särskilt minne" (Text: Björn Afzelius; musik: trad. Irland) - 5:04
2. "Vinterbruden" (Originaltext och musik: Hans Rotmo; svensk text: Afzelius och Hans Rotmo) - 3:57
3. "På egna vingar" (Text: Afzelius; musik: Mikael Wiehe) - 5:40
4. "En natt i Santiago" - 4:36
5. "Duncan Brady" - 6:57
6. "Farväl till släkt och vänner" - 2:43
7. "På lantbrukare Perssons gård" - 2:16
8. "Elsinore" - 5:25
9. "Vem dödade Carlos?" - 9:13

## Musiker
- Björn Afzelius - sång, akustisk gitarr, kör, elgitarr
- Mats Englund - bas, kör
- Hannes Råstam - bas
- Knut Henriksen - bas
- Per Melin - trummor, kör, cocktailtrummor, percussion
- Pelle Alsing - percussion, trummor, kör
- Olle Nyberg - piano, Hammond B-3, keyboard, kör, flygel, percussion, dragspel
- Jens Rugsted -  keyboard, flöjt
- Putte Snitt - akustisk gitarr, elgitarr
- Staffan Astner - elgitarr, slidegitarr
- Lasse Englund - akustisk gitarr, mandolin, elgitarr, dulcimer
- Mikael Wiehe - akustisk gitarr, kör
- Esbjörn Öhrwall - akustisk gitarr
- Anders Bojfeldt - elgitarr, kör
- Clas Yngström - elgitarr
- Martin Golebiofski - gitarr
- Kalle Moraeus - mandolin, fiol, bouzouki, kör
- Christy O'Leary - uilleanpipe, tinwhistle
- Magnus Hellsing - tvärflöjt
- Tommy Gjers - fiol
- Jacob Andersen - percussion, congas
- Pelle Linsdström - munspel, kör
- Anders Mattsson - kör
- Magnus Perols - kör
- Thomas Nyberg - kör
- Pia Tröjgård - kör
- Gry Harrit - kör
- Ivan Pedersen - kör
- Denis Sandino - kör
- Fernando Lorca - kör, dikt
- Mats Jonson - bastuba
- Mårten Ronsten - percussion

## Listplaceringar
| Lista (1999-2000) | Topplacering |
| ----------------- | ------------ |
| Sverige           | 2            |
| Norge             | 2            |

### Fotnoter
1. ↑  ”Elsinore”. Discogs.com. http://www.discogs.com/Bj%C3%B6rn-Afzelius-Elsinore/master/83781. Läst 13 januari 2013.
2. ↑  ”ELSINORE - Björn Afzelius”. www.mikaelwiehe.se. http://www.mikaelwiehe.se/elsinore.htm. Läst 17 januari 2018.
3. ↑  Placeringar på den svenska albumlistan
4. ↑  Placeringar på den norska albumlistan